# Ethan Peck

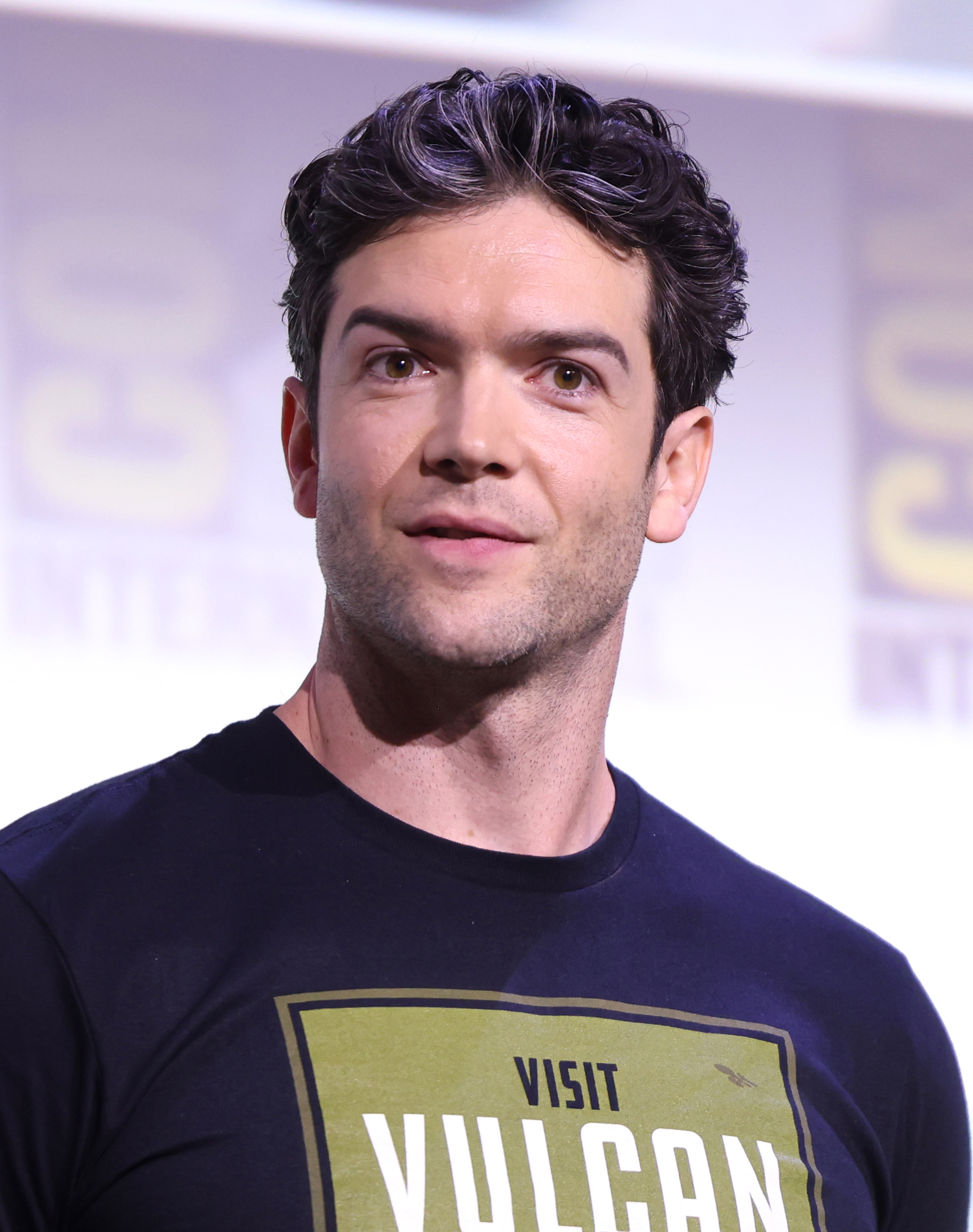
Ethan Peck (2025)

Ethan Gregory Peck (* 2. März 1986 in Los Angeles, Kalifornien) ist ein US-amerikanischer Schauspieler. Er ist vor allem für seine Rolle als Patrick Verona in der Fernsehserie 10 Dinge, die ich an dir hasse bekannt.

## Leben und Karriere
Ethan Peck wurde im März 1986 in Los Angeles im US-Bundesstaat Kalifornien als Sohn des Dokumentarfilmers und Schauspielers Stephen Peck und der abstrakten Malerin Francine Matarazzo geboren. Er ist der Enkel des Schauspielers Gregory Peck und dessen erster Frau, der Finnin Greta Kukkonen. Seine Schwester arbeitet als Autorin und schreibt hauptsächlich Fantasy-Bücher. In North Hollywood besuchte er eine Privatschule und lernte Cello zu spielen. Nach der Highschool besuchte er die Tisch School of the Arts an der New Yorker Universität, welche er nach drei Jahren wieder verließ, um sich seiner Schauspielkarriere zu widmen.
Seine erste Rolle hatte Peck 1995 mit neun Jahren in einer Episode der kurzlebigen Fernsehserie Charlie Grace – Der Schnüffler. Es folgte im Film Kalifornia Nightmare die Rolle des Josh Coleman, dem Sohn von Jack, welcher von Jimmy Smits dargestellt wurde. 1999 hatte er einen Gastauftritt in der Drew Carey Show. Im selben Jahr spielte er in dem Direct-to-Video-Film Zwillinge verliebt in Paris an der Seite von Mary-Kate und Ashley Olsen. Danach hatte er in der Sitcom Die wilden Siebziger noch zwei Gastauftritte als jugendlicher Kelso, bevor er sich für einige Jahre aus dem Geschäft zurückzog.
2008 kehrte er neben Adam Rothenberg und Mariah Carey im Film Tennessee wieder zurück zum Film. Daraufhin wurde er für die Rolle des Sailor im Film Adopt a Sailor engagiert, wofür er 2009 einen Preis als Bester Schauspieler beim Sonoma Valley Film Festival erhielt. Bereits im November 2008 wurde er für die Rolle als Patrick Verona in der ABC-Family-Jugendserie 10 Dinge, die ich an dir hasse gecastet, die auf dem gleichnamigen Film aus dem Jahr 1999 basiert. Diese Rolle verkörperte er bis zur Einstellung der Serie in allen 20 produzierten Episoden. 2010 spielte er den Sean in Twelve und Andre in Jon Turteltaubs Fantasy-Abenteuerfilm Duell der Magier. 2011 war er in zwei Folgen der Drama-Serie Gossip Girl und in dem Science-Fiction-Film In Time zu sehen. 2019 spielte er die Rolle des Spock in der Science-Fiction-Serie Star Trek: Discovery und Star Trek: Short Treks. In Star Trek: Strange New Worlds übernahm er die Rolle erneut.

## Filmografie (Auswahl)

### Filme
- 1996: Kalifornia Nightmare (Marshal Law, Fernsehfilm)
- 1999: Zwillinge verliebt in Paris (Passport to Paris)
- 2008: Tennessee
- 2008: Adopt a Sailor
- 2010: Twelve
- 2010: Duell der Magier (The Sorcerer’s Apprentice)
- 2011: In Time – Deine Zeit läuft ab (In Time)
- 2013: Das Tor zur Hölle
- 2014: Eden – Überleben um jeden Preis (Eden)
- 2016: The Curse of Sleeping Beauty – Dornröschens Fluch (The Curse of Sleeping Beauty)
- 2016: Tell Me How I Die
- 2018: The Holiday Calendar
- 2020: The Midnight Sky
- 2024: The Unholy Trinity

### Serien
- 1995: Charlie Grace – Der Schnüffler (Charlie Grace, Episode 1x06)
- 1999: Drew Carey Show (The Drew Carey Show, Episode 5x03)
- 2000–2002: Die wilden Siebziger (That ’70s Show, 2 Episoden)
- 2009–2010: 10 Dinge, die ich an dir hasse (10 Things I Hate About You, 20 Episoden)
- 2011: Gossip Girl (2 Episoden)
- 2016–2017: Madam Secretary (2 Episoden)
- 2019: Star Trek: Discovery (Fernsehserie, 8 Episoden)
- 2019: Star Trek: Short Treks (2 Episoden)
- 2020: Penny Dreadful: City of Angels (3 Episoden)
- seit 2022: Star Trek: Strange New Worlds (Fernsehserie)